# کلیساهای صخره‌ای ماترا
کلیساهای صخره ای در منطقه ماترا که عمدتاً در اوایل قرون وسطی تأسیس شده‌اند، ساختمان‌هایی هستند که روی صخره ساخته شده‌اند و در طول زمان دستخوش دگرگونی‌های مختلف کاربری شدند و به خانه یا پناهگاه حیوانات تبدیل شدند. آنها شاهد مهمی از حضور جوامع راهبان بندیکتین، لومبارد و بیزانس هستند. کلیساهای صخره ای اغلب حاوی نقاشی‌های دیواری و عناصر مجسمه‌ای هستند که علاوه بر عملکرد تزئینی، تفکر و نیایش را برانگیخته است.
در قرون وسطی جوامع کوچکی از مردم غیر روحانی و راهبانی که از نواحی کاپادوکیه، ارمنستان، سوریه و آسیای صغیر مهاجرت کرده بودند، پس از تغییر کاربری آنها به این غارها پناه بردند که تبدیل به محل عبادت با تزئینات بیزانسی شدند. نقاشی‌های دیواری، آنها را با هنر و فرهنگ شرقی در کل منطقه غنی می‌کند.

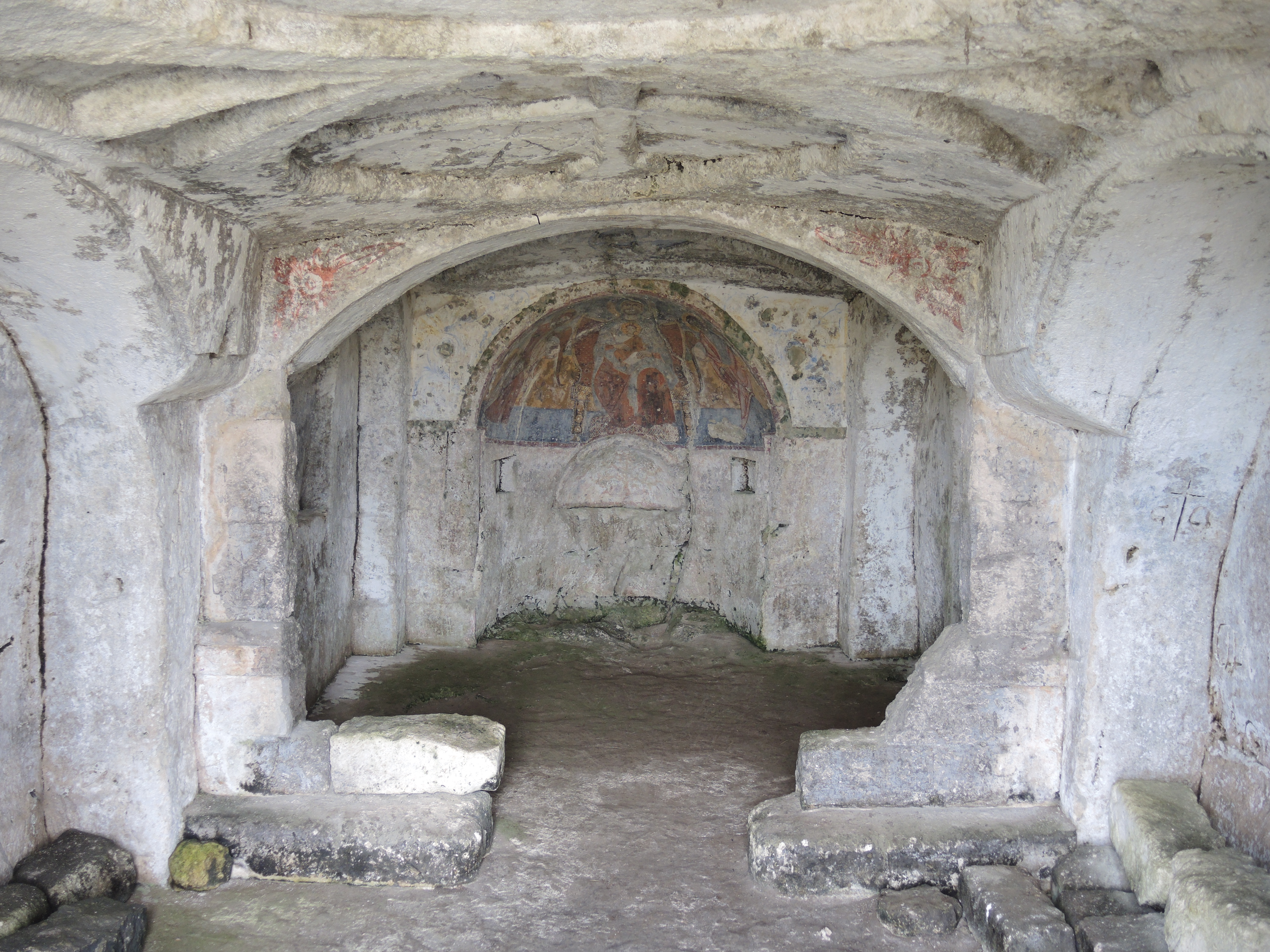
کلیسای بانوی ما صلیب

## کتابشناسی - فهرست کتب
- AA.VV. , Chiese e asceteri rupestri di Matera, Matera, De Luca, 1995.
- Le Chiese Rupestri di Matera, Roma, DE LUCA, 1966.